# Le Chant de la forêt
Pour plus de détails, voir Fiche technique et Distribution.
Le Chant de la forêt (Chuva é cantoria na aldeia dos mortos i.e. « La pluie est un cantoria au village des morts ») est une coproduction lusitano-brésilienne écrite, produite, montée et réalisée par João Salaviza et Renée Nader Messora, présentée au festival de Cannes 2018 dans la section Un certain regard, et sortie en 2019.

## Synopsis
Un jeune homme de la tribu Krahô, dans le nord du Brésil, quitte femme et enfants, après la mort de son père. Appelé par un ara et refusant de devenir chaman, il se réfugie en ville pour échapper à son destin. Il est alors confronté à une autre réalité : celle d’un indigène dans le Brésil contemporain.

## Fiche technique
- Titre : Le Chant de la forêt
- Titre original : Chuva é Contoria na Aldeia dos Mortos
- Réalisateurs, scénaristes monteurs et producteurs : João Salaviza et Renée Nader Messora
- Autres producteurs et monteurs : Ricardo Alves Jr, Thiago Macêdo Correia
- Directrice de la photographie : Renée Nader Messora
- Son direct: Vitor Aratanha
- Illustrateur sonore : Pablo Lamar
- Mixage : Ariel Henrique
- Pays d'origine :  Brésil,  Portugal
- Genre : drame
- Procédé : couleurs, 16mm (négatif), DCP, Dolby 5.1
- Format : 1,66:1
- Tournage : dans le Cerrado, en particulier au village de Pedra Branca
- Dates de sortie : France : 16 mai 2018 au Festival de Cannes, 8 mai 2019 (sortie nationale)

## Distribution
- Henrique Ihjâc Krahô : lui-même
- Kôtô Krahô : elle-même
- et des villageois de Pedra Branca

## Réception critique
Les critiques francophones sont très favorables : « Peut-on encore regarder la Terre en face ? », « le choc étincelant de deux mondes », « beauté envoûtante ».

## Distinctions
- Prix spécial du jury (Un certain regard) au festival de Cannes 2018
- Meilleure œuvre de fiction au festival de Lima (Pérou) 2018

### Presse
- Denitza Bantcheva, « Le Chant de la forêt », Positif, no  699, Paris, Institut Lumière/Actes Sud, mai 2019, p. 58  (ISSN 0048-4911).